# Claudiu Keșerü
Claudiu Andrei Keșerü (* 2. Dezember 1986 in Oradea, Kreis Bihor) ist ein rumänischer ehemaliger Fußballspieler.

## Karriere

### Verein
Keșerü bestritt schon im Alter von 16 Jahren die ersten Meisterschaftsspiele für seinen Verein FC Oradea in der Divizia B. Diesem gelang in jener Saison der Aufstieg in die Divizia A, wo Keșerü am 23. August 2003 beim Spiel gegen Petrolul Ploiești debütierte. Nachdem er sein Talent häufig unter Beweis gestellt hatte, wurden westeuropäische Vereine auf ihn aufmerksam. Bereits nach zwei Spielen in der Saison 2003/04 entschied er sich zu einem Wechsel und unterzeichnete im Winter beim damaligen französischen Erstligisten, dem FC Nantes. Die Ablösesumme belief sich auf 300.000 €. Dort lief er zunächst für das Reserveteam auf, konnte sich aber durch gute Leistungen in den Profikader spielen. Am 4. Dezember 2004 gab er sein Debüt in der Ligue-1 bei der Niederlage gegen OGC Nizza. Bei den Kanarienvögeln ist er zwar kein Stammspieler, kommt aber zu regelmäßigen Einsätzen.
Nach Ablauf der Spielzeit 2006/07 stieg er mit dem FCN als Tabellenletzter ab. In der Winterpause entschied man sich, das Talent für den Rest der Saison an FC Libourne-Saint-Seurin zu verleihen. Dort erhielt Keșerü regelmäßige Spielzeit und erzielte in zehn Ligapartien neun Treffer. Nachdem der FC Nantes im Sommer 2008 in die Ligue-1 aufgestiegen war, kehrte er zurück.
In der Winterpause der Saiscon 2008/2009 wurde Keșerü erneut an einen anderen Verein verliehen, dieses Mal an FC Tours. 2010 wurde er an den Zweitligisten SCO Angers verliehen, der ihn im Sommer 2010 fest unter Vertrag nahm. Im Sommer 2013 wechselte er zum SC Bastia. Ein halbes Jahr später kehrte er nach Rumänien zurück, wo ihn Rekordmeister Steaua Bukarest unter Vertrag nahm. Dort gewann er mit der Meisterschaft 2014 seinen ersten Titel. Im Februar 2015 verließ er Steaua bereits wieder zu al-Gharafa nach Katar.
Zur Saison 2015/16 wechselte er nach Bulgarien zu Ludogorez Rasgrad und wurde mit dem Verein bulgarischer Meister.

### Nationalmannschaft
Keșerü war Kapitän der rumänischen U21-Nationalmannschaft. Am 11. Oktober 2013 gab er sein Debüt in der rumänischen Nationalmannschaft beim 4:0-Auswärtssieg gegen die Auswahl Andorras. Dabei gelang ihm zum 1:0 auch gleich sein erstes Länderspieltor.
Bei der Fußball-Europameisterschaft 2016 in Frankreich wurde er in das rumänische Aufgebot aufgenommen. Beim 1:1 gegen die Schweiz im zweiten Spiel stand er einmal auf dem Platz. Es blieb der einzige Punkt des Teams und Rumänien schied aus.

## Erfolge

### Verein

#### Steaua Bukarest
- Rumänischer Meister: 2013/14, 2014/15

#### Ludogorez Rasgrad
- Bulgarischer Meister: 2015/16, 2016/17, 2017/18, 2018/19, 2019/20, 2020/21
- Bulgarischer Supercup-Sieger: 2018, 2019

### Individuell
- Torschützenkönig der Bulgarischen Liga: 2017, 2018, 2021